# Pusha
Pusha ist das zweite Studioalbum des deutschen Rappers 18 Karat und sein Debüt auf Banger Musik, dem Musiklabel des Rappers Farid Bang.

## Entstehung
Im März 2016 veröffentlichte 18 Karat sein Debütalbum FSK18 Brutal und wurde bereits drei Monate später von dem deutschen Hip-Hop-Independent-Label Banger Musik unter Vertrag genommen. Mitte Februar 2017 wurde FMFL 2.0 als erstes Video zum neuen Album veröffentlicht; produziert wurde die Single von KD-Beatz und NIZA. Wie zuvor steht das Akronym für „Fast Money, Fast Life“. Zwei Wochen später erschien mit Komm ins Café das zweite Video. Hier ist Farid Bang beteiligt; das Stück enthält laut rap.de u. a. „relativ harmlose Lines gegen Silla und Casper“. Als weitere Namen fallen Chakuza, Laas Unltd. und der „ewige Gegner“ Ferris MC; 18 Karat selbst disst dabei lediglich Miami Yacine. Weitere zwei Wochen später folgte mit Wahre Begebenheiten (feat. AK Ausserkontrolle) die dritte Singleauskopplung.
Für die musikalische Untermalung des Albums übernahmen als weitere Produzenten Mesh, Joshimixu, Juh-Dee, Gorex, Joznez, Johnny Illstrument, Abaz & Clay Beatz, Sonus030 & HNDRC, O5Beatz und Muko Beats die Verantwortung.
Das Album wurde schließlich am 7. April 2017 veröffentlicht. In der ersten Woche erreichte es Platz 4 der deutschen Charts.
Das Album wurde von der Bundeszentrale für Kinder- und Jugendmedienschutz am 8. November 2024 in die Liste der Jugendgefährenden Medien aufgenommen.

## Covergestaltung
Das Cover wurde am 16. März vorgestellt, drei Wochen vor Veröffentlichung des Albums. Es ist in rot und gold bzw. gelb gehalten und zeigt ein angeschnittenes Porträt des Künstlers. Am oberen Bildrand ist in weißer Schrift der Hinweis platziert, dass das Album von Banger Musik präsentiert werde, links unten das offizielle Parental-Advisory-Logo der RIAA und mittig in großer goldener Schrift der Name des Künstlers und etwas kleiner der Albumtitel.

## Titelliste
| #  | Titel                          | Gastmusiker        | Länge |
| -- | ------------------------------ | ------------------ | ----- |
| 1  | Ready to Die                   |                    | 4:25  |
| 2  | Straßenabitur                  |                    | 3:24  |
| 3  | FMFL 2.0                       |                    | 3:48  |
| 4  | Wahre Begebenheiten            | AK Ausserkontrolle | 2:37  |
| 5  | Gangsta Gangsta                |                    | 2:30  |
| 6  | Löwen                          |                    | 3:07  |
| 7  | Ich glaub an dich              |                    | 3:59  |
| 8  | Psycho                         | KC Rebell          | 2:37  |
| 9  | Gegen den Fame                 |                    | 3:49  |
| 10 | Illegaler Lifestyle            |                    | 2:23  |
| 11 | Pusha                          |                    | 2:29  |
| 12 | Komm ins Café                  | Farid Bang         | 2:40  |
| 13 | Braun Grün Gelb Lila           | Play69             | 2:19  |
| 14 | Mach ma keine Filme            | Play69             | 3:39  |
| 15 | Crackcity                      |                    | 3:51  |
| 16 | Wieder dicht                   |                    | 2:43  |
| 17 | Dieser Weg                     |                    | 2:21  |
| 18 | Pusha gewesen, Pusha geblieben |                    | 3:55  |

### Gesetzlos EP
| # | Titel                 | Gastmusiker | Länge |
| - | --------------------- | ----------- | ----- |
| 1 | Fick Rap              |             | 3:39  |
| 2 | Fick die Polizei      |             | 3:18  |
| 3 | Tanz mit dem Teufel   |             | 3:11  |
| 4 | Krank                 |             | 3:17  |
| 5 | Bis zum bitteren Ende |             | 3:17  |

## Rezeption
Meinungen von Verbrauchern, die auf diversen Plattformen in Kommentarspalten abgegeben wurden, hat das Online-Magazin hiphop.de zusammengefasst. Hier zeigt sich eine Spanne der Urteile von „vorhersehbarer Straßenrap“ bis „selber übertroffen“.
Zweigeteilt ist auch die Rezeption seitens der Musikmedien, hier reicht die Spanne von „Rap zum Abgewöhnen“ bis „sehr erfrischend“.

„Er hat kein Interesse an, keinen Respekt vor und schon gar keinen Funken Liebe für die Kunst. Entsprechend kann er nichts beitragen, hat nichts zu erzählen, wie die an Einfallslosigkeit nicht zu überbietende Trackliste einem schon von weitem entgegenschreit. 18 Titel umfasst die kürzeste Version, verschiedene andere Editionen blasen sie für die ganz Schmerzfreien auch auf doppelte Länge auf. Heraus kommt, wenig überraschend (und so man das immer gleiche gepresste Geschrei auf homöopathisch variierten, wuchtigen Synthiebeats überhaupt als solchen bezeichnen will), Rap zum Abgewöhnen. Sollte ich jemals einen ernsthaften Entzugsversuch unternehmen wollen, um vom Hip Hop loszukommen: Ich hab' jetzt eine Idee, wie das gelingen könnte. 18 Karat hat das Gegenmittel.“

„Der Dortmunder Goldmaskenträger präsentiert uns auf 18 Tracks harten, ungeschönten Street Rap. Natürlich geht nicht jeder einzelne Track in die Fresse wie die Singles FMFL 2.0 und Gangsta Gangsta. Auf Tracks wie Ich glaub an dich oder Dieser Weg schlägt 18 Karat durchaus nachdenklichere Töne an. […] In Zeiten von einer wahren Flut an Auto Tune- und Trap-Rappern kommt ein hartes Street-Album sehr erfrischend daher. Höchstens die fehlende Abwechslung in Sachen Flow-Variationen und die doch sehr ähnlich klingenden Beats lassen sich bemängeln und sorgen wohl dafür, dass Pusha kein Album ist, dass man monatelang und in jeder Stimmungslage hören kann.“